# 稠李
稠李（学名：Prunus padus），又名臭耳子（甘肃）、臭李子（东北），是蔷薇科李属的植物，原生于歐洲至東亞一帶。

## 分佈
本種分布于歐洲、北非、西亞、北亞至東亞的溫帶地區，包含日本、朝鲜、俄罗斯以及中国大陆的辽宁、河北、山西、内蒙古、黑龙江、山东、河南、吉林等地，生长于海拔880米至2,500米的地区，多生在山坡、山谷及灌丛中。

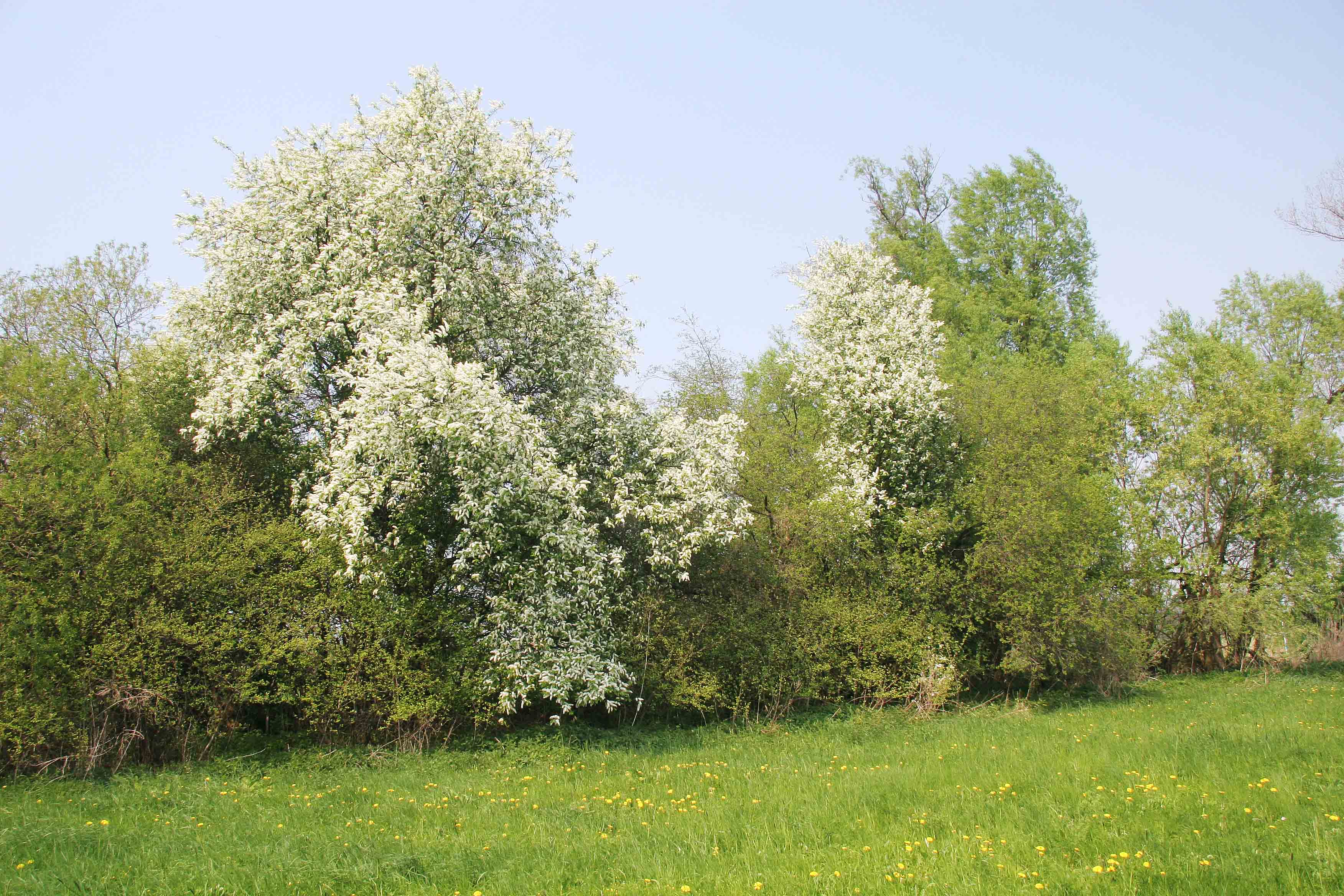
开花的稠李树

## 分類
本種曾被歸類為獨立的稠李屬（Padus），但現在一般將其歸類為李屬之下的稠李亞屬。

### 種下分類
本種有一些被描述的變種，但也被認為只是本種的異名，如下：
- 毛叶稠李 P. p. var. pubescens
- 北亚稠李 P. p. var. asiatica